# 80179 Václavknoll
(80179) Václavknoll, denumire internațională (80179) Vaclavknoll, este un asteroid din centura principală de asteroizi.

## Descriere
80179 Václavknoll este un asteroid din centura principală de asteroizi. A fost descoperit pe 1 noiembrie 1999 la Observatorul din Ondřejov de Lenka Šarounová. Asteroidul prezintă o orbită caracterizată de o semiaxă mare de 2,21 ua, o excentricitate de 0,14 și o înclinație de 3,5° în raport cu ecliptica.